# Patrick Schweiger
Patrick Schweiger (* 23. März 1990) ist ein ehemaliger österreichischer Skirennläufer. Seine stärksten Disziplinen waren Abfahrt und Super-G.

## Biografie
Schweiger stammt aus Mühlbach am Hochkönig. Im Dezember 2006 begann er im Alter von 15 Jahren an FIS-Rennen teilzunehmen, wobei er zunächst in allen Disziplinen fuhr. Die ersten Einsätze im Europacup hatte er im Dezember 2008. Nennenswerte Erfolge blieben zunächst aus, weshalb er auch nie an Junioren-Weltmeisterschaften teilnahm. In die Europacup-Punkteränge fuhr er erstmals im Februar 2010, der erste Sieg in einem FIS-Rennen gelang ihm im Dezember desselben Jahres. Aufgrund ausbleibender guter Ergebnisse gab er den Slalom auf und begann sich zunehmend auf die schnellen Disziplinen zu spezialisieren.
Am 12. Januar 2012 erzielte Schweiger erstmals eine Europacup-Podestplatzierung, als er in Val-d’Isère den zweiten Platz in der Abfahrt belegte. Im weiteren Verlauf des Winters 2011/12 folgten sechs weitere Top-10-Platzierungen. Nach guten Ergebnissen zu Saisonbeginn wurde er für die Weltcup-Abfahrt in Gröden nominiert. Während des ersten Trainingslaufs auf der Saslong-Piste am 12. Dezember 2012 stürzte er schwer und zog sich einen Kreuzbandriss sowie einen Meniskusriss am linken Knie zu, womit er den Rest des Winters ausfiel.
Nach seinem Comeback fuhr Schweiger ab Januar und Februar 2014 vier Europacup-Podestplatzierungen heraus. Mit den zweiten Platz in der Super-G-Disziplinenwertung sicherte er sich einen fixen Weltcup-Startplatz für diese Disziplin. Am 30. November 2014 gewann er erstmals Weltcuppunkte, als 16. des Super-G in Lake Louise. Der erste Europacup-Sieg gelang ihm am 8. Januar 2015 in Wengen. Im weiteren Verlauf der Saison 2014/15 folgten zwei weitere Europacupsiege, mit denen er die Super-G-Wertung für sich entschied. In der Saison 2015/2016 fuhr Schweiger zwei Mal in die Top 10 und qualifizierte sich in seiner stärksten Disziplin, dem Super G auch für das Weltcupfinale in Sankt Moritz.
Aufgrund anhaltender Knieprobleme beendete er im April 2018 seine Karriere. Schweiger absolviert derzeit ein BWL-Studium.

## Erfolge

### Weltcup
- 2 Platzierungen unter den besten zehn

### Weltcupwertungen
| Saison  | Gesamt | Gesamt | Abfahrt | Abfahrt | Super-G | Super-G | Kombination | Kombination |
| Saison  | Platz  | Punkte | Platz   | Punkte  | Platz   | Punkte  | Platz       | Punkte      |
| ------- | ------ | ------ | ------- | ------- | ------- | ------- | ----------- | ----------- |
| 2014/15 | 94.    | 47     | 51.     | 12      | 36.     | 27      | 33.         | 8           |
| 2015/16 | 66.    | 132    | 38.     | 33      | 24.     | 91      | 39.         | 33          |
| 2016/17 | 121.   | 18     | –       | –       | 34.     | 18      | –           | –           |

### Europacup
- Saison 2011/12: 4. Abfahrtswertung
- Saison 2013/14: 4. Gesamtwertung, 2. Super-G-Wertung, 4. Abfahrtswertung
- Saison 2014/15: 4. Gesamtwertung, 1. Super-G-Wertung, 10. Abfahrtswertung
- Saison 2015/16: 6. Abfahrtswertung
- 11 Podestplätze, davon 3 Siege:

| Datum            | Ort                  | Land       | Disziplin |
| ---------------- | -------------------- | ---------- | --------- |
| 8. Januar 2015   | Wengen               | Schweiz    | Abfahrt   |
| 25. Februar 2015 | Saalbach-Hinterglemm | Österreich | Super-G   |
| 23. März 2015    | Grandvalira          | Andorra    | Super-G   |

### Weitere Erfolge
- 1 österreichischer Meistertitel (Abfahrt 2015)
- 10 Siege in FIS-Rennen